# Jan Kvalheim
Jan Kvalheim (Skien, 5 de fevereiro de 1963) é um  ex-voleibolista indoor e jogador de vôlei de praia norueguês, com marca de alcance de 348 cm no ataque e 225 cm no bloqueio, e que foi medalhista de ouro na edição dos Jogos da Boa Vontade (Goodwill Games) de 1994 na Rússia e obteve ainda a medalha de ouro na temporada de 1994 no Circuito Mundial de Vôlei de Praia.Competiu em duas edições dos Jogos Olímpicos de Verão em 1996 e 2000.

## Carreira
A sua iniciação no esporte deu-se no voleibol de quadra (indoor) e profissionalmente pelo Arago de Sète Volley-Ball permanecendo de 1984 a 1989, onde sagrou-se campeão da Copa da França em 1988, na sequência transferiu-se para o AS Cannes onde atuou de 1989 a 1992, conquistando os títulos da Liga A Francesa 1989-90 e 1990-91, ainda foi atleta do clube italiano Sidis Baker Falconara na temporada 1993-94finalizando na décima segunda posição na Liga A1 Italiana.
Por muitas temporadas competiu ao lado de Bjørn Maaseide no voleibol de praia e na temporada de 1994conquistou a medalha de ouro na edição dos Jogos da Boa Vontade (Goodwill Games) realizados em São Petersburgo, após esta conquista e a obtenção da medalha de ouro nos Abertos de Miami, no Aberto de Marseille, além do bronze obtido no Aberto de Enoshima, conquistaram a prata no Aberto de Fortaleza.
Com Bjørn Maaseide sagrou-se vice-campeão do Circuito Europeu de Vôlei de Praia de 1993 em Almería e obtiveram a medalha de ouro no Aberto de Almería em 1994.
A mesma formação de dupla se repetiu nas edições dos Jogos Olímpicos de Verão de 1996 em Atlanta e 2000 em Sydney.Em 1997 conquistaram a medalha de prata no Aberto de Roma, mesmo feito alcançando no Aberto de Rodes em 1998 no mesmo circuito.
Retornou ao vôlei de quadra para competir pelo Dristug AMLI na edição da Copa CEV 2002-03 (atualmente equivalente a Challenge Cup.No ano de 2009 foi membro do comitê organizador da edição do Campeonato Mundial de Vôlei de Praia em Stavanger.

## Títulos e resultados
- Aberto de Marseille do Circuito Mundial de Vôlei de Praia:1994[6]
- Aberto de Miami do Circuito Mundial de Vôlei de Praia:1994[5]
- Aberto de Enoshima do Circuito Mundial de Vôlei de Praia:1994[8]
- Aberto de Enoshima do Circuito Mundial de Vôlei de Praia:1994[7]
- Aberto de Almería do Circuito Europeu de Vôlei de Praia:1994[10]
- Aberto de Rodes do Circuito Europeu de Vôlei de Praia:1998[12]
- Aberto de Roma do Circuito Europeu de Vôlei de Praia:1997[11]
- Aberto de Almería do Circuito Europeu de Vôlei de Praia:1993[9]
- Campeonato Francês:1989-90[1] e 1990-91[1]
- Copa da França :1988[1]